# Grenay (Isère)
Grenay es una comuna francesa situada en el departamento de Isère, en la región de Auvernia-Ródano-Alpes.

## Demografía
| 451 | 490 | 514 | 715 | 1016 | 1196 | 1626 |
| Para los censos de 1962 a 1999 la población legal corresponde a la población sin duplicidades (Fuente: INSEE [Consultar]) |     |     |     |      |      |      |